# روبن جاست
روبن جاست (بالألمانية: Robin Just)‏ هو لاعب هوكي الجليد ألماني، ولد في 13 نوفمبر 1987 في براتيسلافا في سلوفاكيا.

## وصلات خارجية
- روبن جاست على موقع EliteProspects.com (الإنجليزية)
- روبن جاست على موقع Eurohockey.com (الإنجليزية)
- روبن جاست على موقع HockeyDB.com (الإنجليزية)